# For He’s a Jolly Good Fellow
Das Lied For He’s a Jolly Good Fellow wird gesungen, um einer Person zu gratulieren, meist bei einem Geburtstag, einem außergewöhnlichen Ereignis oder einer Hochzeit. Besonders gerne wird es auch gesungen, wenn bei einem Sportereignis die eigene Mannschaft gewonnen hat.
Das Guinness-Buch der Rekorde führt das Lied als das zweitbeliebteste im englischen Sprachraum. Ihm voran geht Happy Birthday to You, auf Platz drei folgt Auld Lang Syne.

## Entstehungsgeschichte
Die Melodie stammt von dem französischen Lied Malbrough s’en va-t-en guerre (fr. ‚Marlborough zieht in den Krieg‘), das 1709 in der Nacht nach der Schlacht bei Malplaquet zum ersten Mal gesungen wurde. John Churchill, 1. Duke of Marlborough war Befehlshaber auf Seiten der Alliierten in dieser Schlacht des Spanischen Erbfolgekrieges. Es wurde dann zu einer französischen Volksweise. Besonders populär wurde es durch Marie-Antoinette, die dieses Lied öfter von ihrem Kindermädchen vorgesungen bekam. Die Melodie wurde in Frankreich so populär, dass Ludwig van Beethoven es 1813 in dem Stück Wellingtons Sieg verwendete, um die Franzosen damit musikalisch zu repräsentieren. Die Melodie des Liedes wurde in Großbritannien auch als Übung für das Cembalo bekannt. Nach der gleichen Melodie wird auch das traditionelle englische Kinderlied The Bear Went over the Mountain gesungen.

## Text
Seit dem 19. Jahrhundert wird die Melodie mit dem Text For He’s a Jolly Good Fellow gesungen. Die britische und amerikanische Textversion unterscheiden sich leicht voneinander. Die zweite Zeile „and so say all of us“ ist die typische britische Variante, während „which nobody can deny“ im amerikanischen Raum verwendet wird. Auch ein Mix der beiden Varianten ist aufgrund der Wiederholung möglich.
Der Text, der ein geschlechtsspezifisches Pronomen enthält (he ‚er‘), wird heutzutage auch mit dem weiblichen Pronomen she (‚sie‘) gesungen, was in früheren Zeiten bei Frauen nicht der Fall war. Wird das Lied gleichzeitig für mehrere Leute gesungen, wird das Pronomen they (‚sie‘, Plural) verwendet. Die Übersetzung des englischen Textes könnte sinngemäß lauten: „Denn er ist ein guter Kerl“.

### Britische Version
For he’s a jolly good fellow, for he’s a jolly good fellow
For he’s a jolly good fellow (pause), and so say all of us
And so say all of us, and so say all of us
For he’s a jolly good fellow, for he’s a jolly good fellow
For he’s a jolly good fellow (pause), and so say all of us!

### Amerikanische Version
For he’s a jolly good fellow, for he’s a jolly good fellow
For he’s a jolly good fellow (pause), which nobody can deny
Which nobody can deny, which nobody can deny
For he’s a jolly good fellow, for he’s a jolly good fellow
For he’s a jolly good fellow (pause), which nobody can deny!

### Italienische Version
Perché è un bravo ragazzo, perché è un bravo ragazzo
perché è un bravo ragazzo (pause), nessuno lo può negar
Nessuno lo può negar, nessuno lo può negar
Perché è un bravo ragazzo, perché è un bravo ragazzo
perché è un bravo ragazzo (pause), nessuno lo può negar!

### Spanische Version
Porque es un muchacho excelente, porque es un muchacho excelente,
porque es un muchacho excelente, y siempre lo será.
Y siempre lo será, y siempre lo será.
Porque es un muchacho excelente, porque es un muchacho excelente,
porque es un muchacho excelente, y siempre lo será.

### Spanische Version in Lateinamerika
Porque es un buen compañero, porque es un buen compañero
Porque es un buen compañero (pausa), y nadie lo puede negar
y nadie lo puede negar, y nadie lo puede negar
Porque es un buen compañero, porque es un buen compañero
Porque es un buen compañero (pausa), y nadie lo puede negar

### Portugiesische Version
Ele é um bom companheiro, ele é um bom companheiro
Ele é um bom companheiro (pause), ninguém pode negar
ninguém pode negar, ninguém pode negar
Ele é um bom companheiro, ele é um bom companheiro
Ele é um bom companheiro (pause), ninguém pode negar